# ポンペイウス氏族

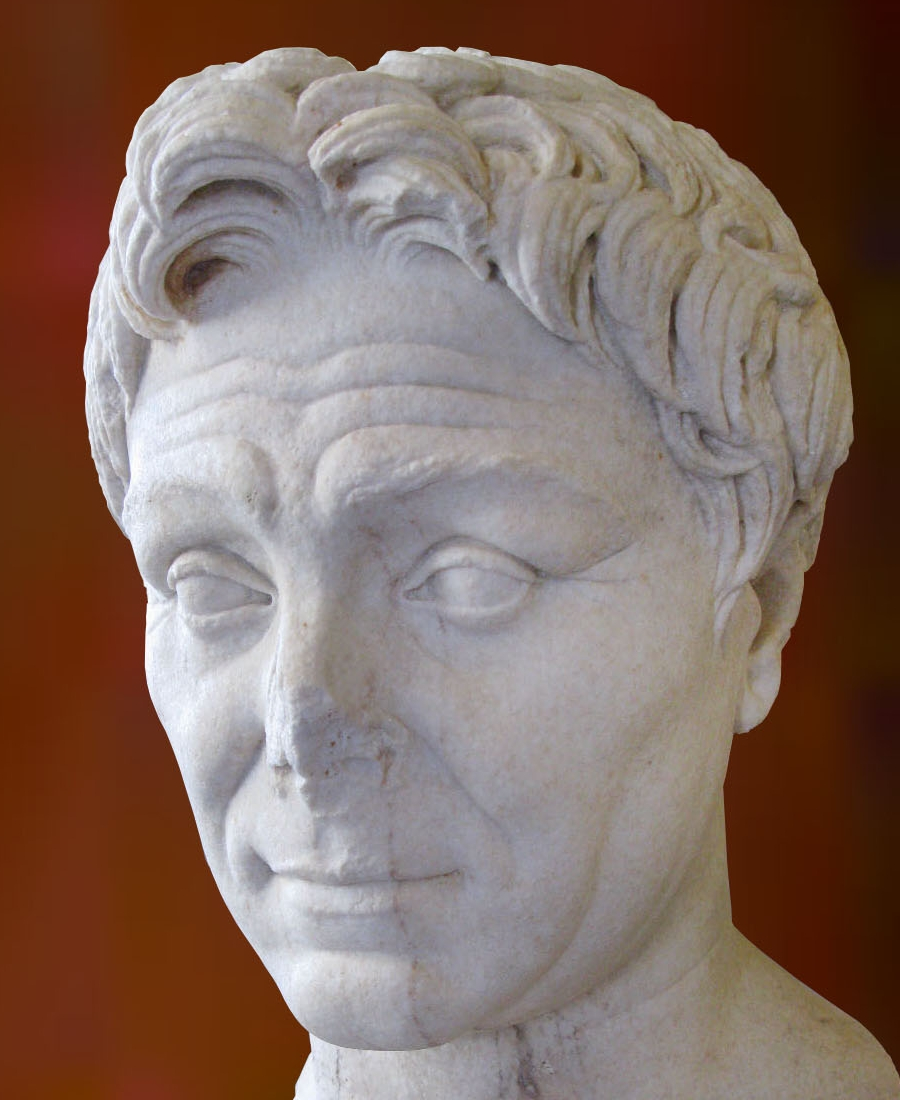
ポンペイウスの頭像。ルーブル美術館収蔵

ポンペイウス氏族 (ラテン語: Pompeii) は、古代ローマの氏族の一つ。共和政ローマ後期に台頭し、三頭政治のグナエウス・ポンペイウスが知られる。

## 一族
- ルキウス・ポンペイウス：紀元前171年のトリブヌス・ミリトゥム[1]
- クィントゥス・ポンペイウス：紀元前141年の執政官
- クィントゥス・ポンペイウス・フォストルス：紀元前130年前後の貨幣鋳造委員[2]
- クルストゥミナ区のグナエウス・ポンペイウス：紀元前129年の元老院議員[3]
- セクストゥス・ポンペイウス：紀元前119年頃のマケドニア担当プラエトル[4]
- アウルス・ポンペイウス：紀元前102年の護民官[5]
- コルネリア区のティトゥス・ポンペイウス：紀元前89年のトリブヌス・ミリトゥム[6]
- グナエウス・ポンペイウス・ストラボ：紀元前89年の執政官
  - グナエウス・ポンペイウス：マグヌス。紀元前70年の執政官。三頭政治
    - グナエウス・ポンペイウス・ミノル
    - セクストゥス・ポンペイウス
- クィントゥス・ポンペイウス・ルフス：紀元前88年の執政官
- クィントゥス・ポンペイウス・ビテュニクス：紀元前75年のレガトゥス[7]
- マルクス・ポンペイウス：紀元前72年頃のレガトゥス。ルキウス・リキニウス・ルクッルス配下[8]
- クィントゥス・ポンペイウス・ルフス：紀元前63年のプラエトル[9]
- アウルス・ポンペイウス・ビテュニクス：紀元前45年頃のシキリア担当プラエトル[10]
- セクストゥス・ポンペイウス (紀元前35年の執政官)
- グナエウス・ポンペイウス (紀元前31年の補充執政官)